# Dieter Agatha

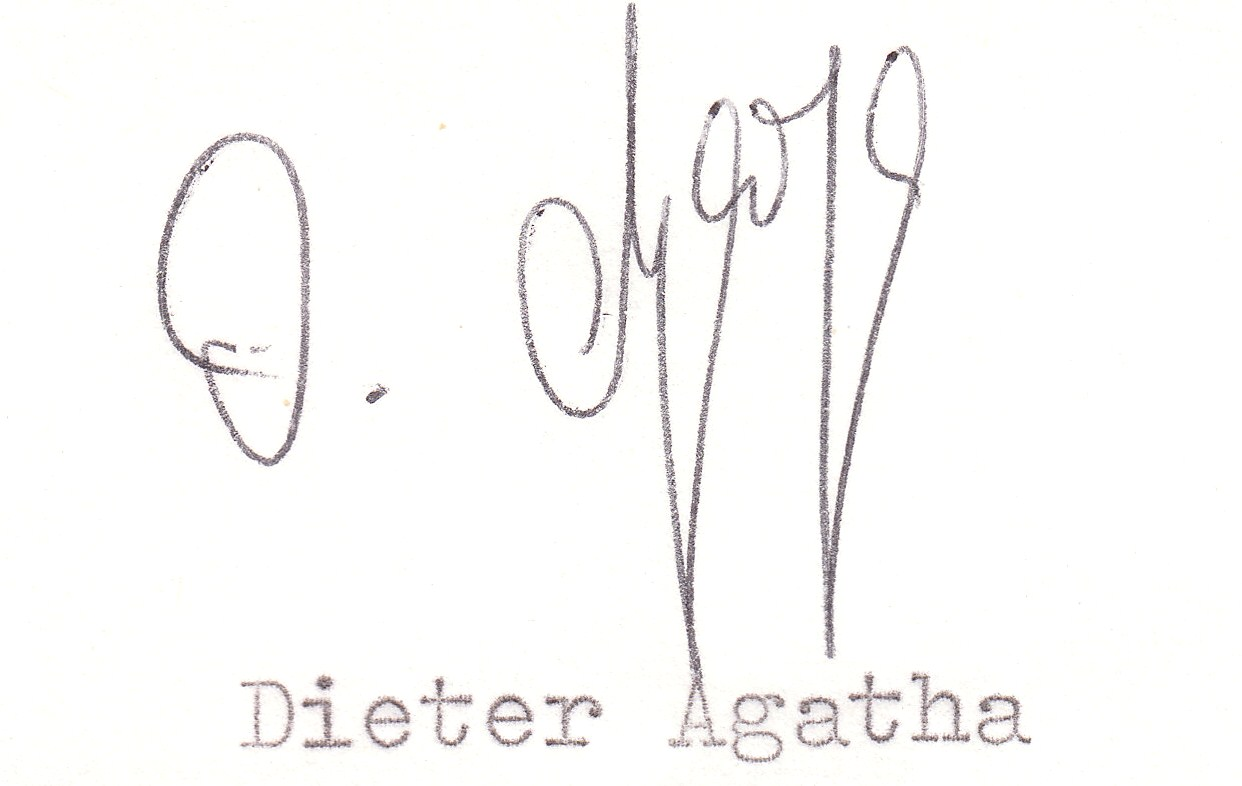
Autogramm des Spielers aus der Saison 1978/79

Dieter Agatha (* 14. Dezember 1956) ist ein ehemaliger deutscher Fußballspieler.

## Karriere
Agatha spielte bis 1975 für den westfälischen Hammer Stadtteilverein SC Eintracht Heessen, bevor er zur Saison 1975/76 vom FC Bayern München für dessen zweite Mannschaft verpflichtet wurde. Zur Saison 1976/77 verpflichtete ihn der Lokalrivale TSV 1860 München ablösefrei. 
Der gelernte Kfz-Mechaniker absolvierte drei Spielzeiten für die Löwen, für die er 46 Punktspiele bestritt: neun in der Bundesliga und 37 in der 2. Bundesliga Süd. Sein Debüt im bezahlten Fußball gab er am 14. August 1976 (1. Spieltag) bei der 0:2-Niederlage im Auswärtsspiel gegen den KSV Baunatal; sein erstes Tor gelang ihm mit dem Treffer zum 3:0-Endstand am 2. Oktober 1976 (10. Spieltag) im Heimspiel gegen den BSV 07 Schwenningen. In der Bundesliga spielte er erstmals am 6. August 1977 (1. Spieltag), als er in der 21. Spielminute für Ahmet Glavović beim torlosen Unentschieden im Heimspiel gegen den FC Schalke 04 eingewechselt wurde.
Zur Saison 1979/80 wechselte Agatha in die 2. Bundesliga Nord zu Preußen Münster. 1982/83 ließ er seine aktive Karriere beim Zweitligisten FSV Frankfurt ausklingen. Agatha spielte zudem siebenmal im DFB-Pokal-Wettbewerb: Fünfmal für den TSV 1860 München und zweimal für Preußen Münster.
Da Agatha meistens in der Abwehr oder im defensiven Mittelfeld agierte, ist es nicht verwunderlich, dass er in insgesamt 143 Punktspielen der ersten und zweiten Liga nur insgesamt vier Tore erzielte; drei davon allerdings in seiner letzten Saison beim FSV Frankfurt.